# Анции
Анциите (на латински: gens Antia) са фамилия от Древен Рим.
Известни от фамилията:
- Спурий Анций, римски посланик при Ларс Толумний, царя на Вейи, през 438 пр.н.е.[1]
- Марк Анций Бризон, народен трибун 137 пр.н.е.[2]
- (Гай) Анций Рестион, автор.[3]
- Гай Анций Рестион, народен трибун 68 пр.н.е.
- Гай Анций C. f. Рестион, triumvir monetalis 47 пр.н.е.[4]
- Гай Анций Авъл Юлий Квадрат, суфектконсул 94 и консул 105 г.
- Марк Антий Кресцент Калпурниан, управител на Македония ок. 200 г. и на Британия 202 г.